# Maker's Pier
Maker's Pier（メイカーズ ピア）は、愛知県名古屋市港区金城ふ頭にある複合商業施設。メイカーズ ピアは「ものづくりふ頭」を意味する。

## 概要
金城ふ頭は名古屋港の中央部に位置し、貿易の中心として利用されてきた。当地は1976年（昭和51年）から1982年（昭和57年）にかけて整備された「金城ふ頭中央緑地」があった。名古屋市は金城ふ頭全体を「モノづくり文化交流拠点」として再開発を行う構想を策定した。そして、その一環としてレゴランドジャパンの名古屋への誘致のコーディネートをしたGCDS CorporationとGCDS JAPANが、基本コンセプトを提案した。商環境設計やテナントコンセプト設計は野村不動産グループのジオ・アカマツが、建設は矢作建設工業が担当し、GCDS JAPANと矢作地所の共同運営である。
メイカーズ ピアは「モノづくり文化交流拠点」構想に沿って、英語の「Make」と「Entertainment」を組み合わせた造語である「Makertainment」（メイカーテインメント）をコンセプトとして掲げている。

### 沿革
- 2016年（平成28年）1月31日 - 金城ふ頭中央緑地北側部分を閉鎖
- 2017年（平成29年）3月30日 - 全面開業

### 施設
「フォレストガーデン」、「セントラルパーク」、「アップタウン」の3つのエリアに大別される。

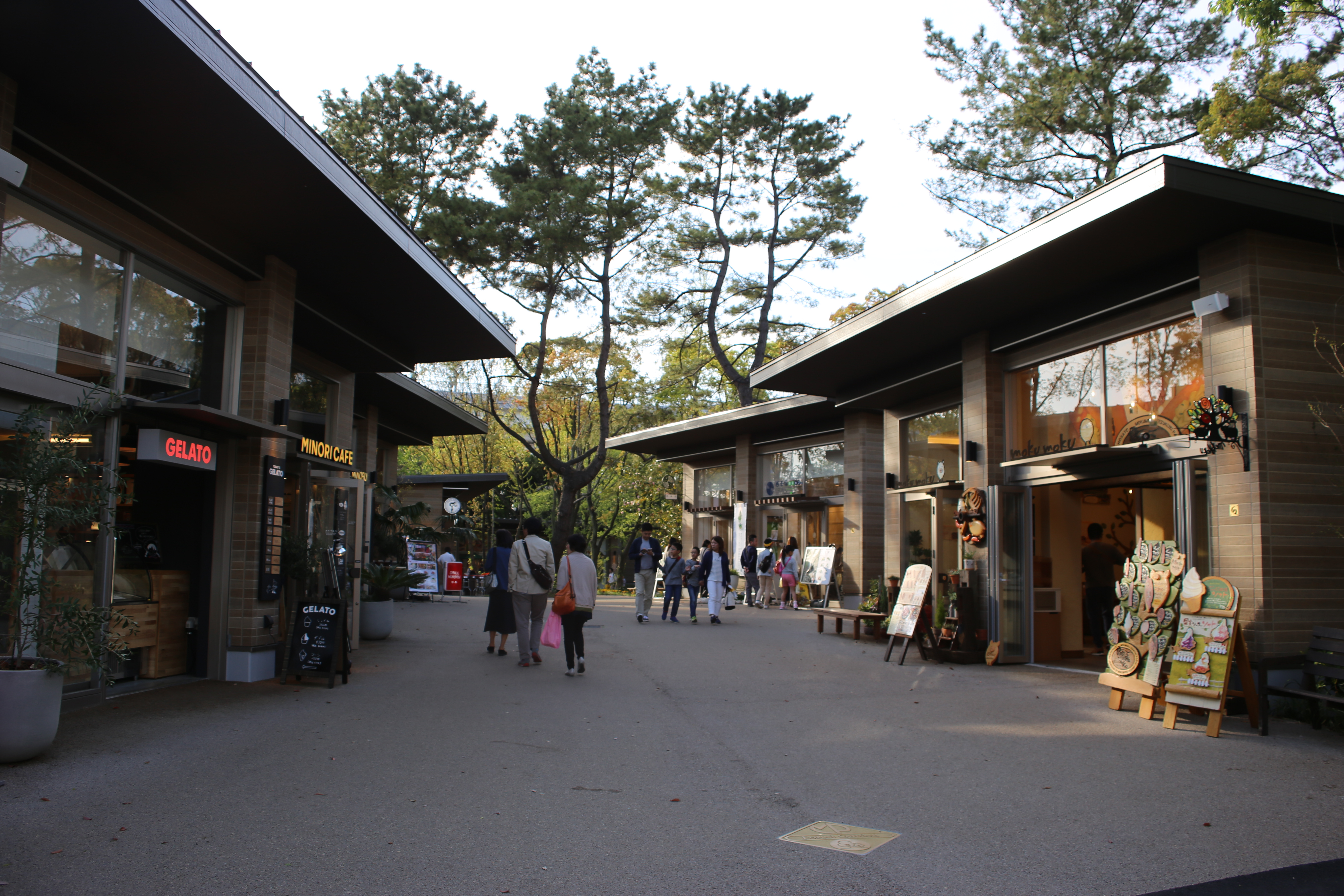
フォレストガーデン（2017年4月）

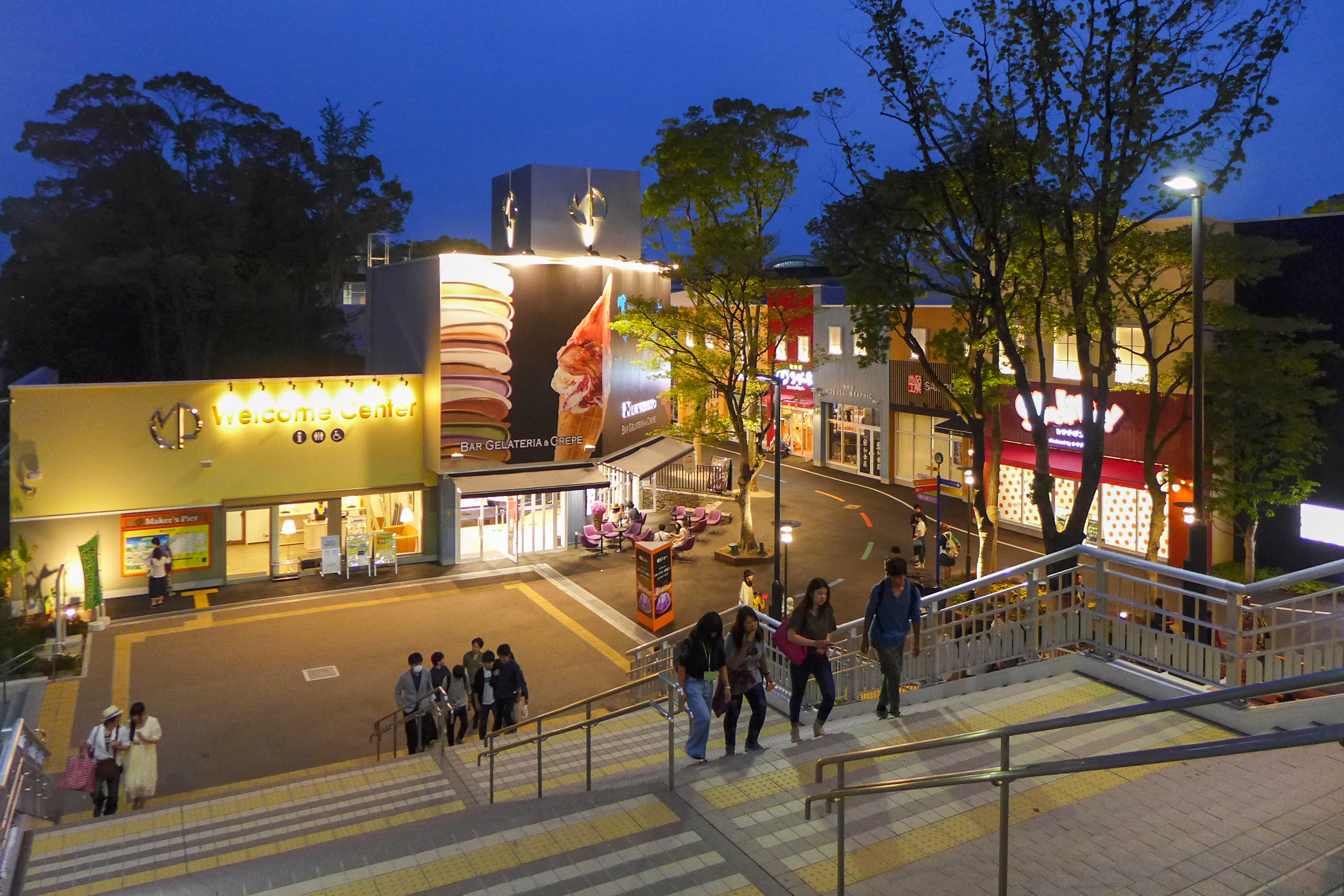
セントラルパーク入口（2017年6月）

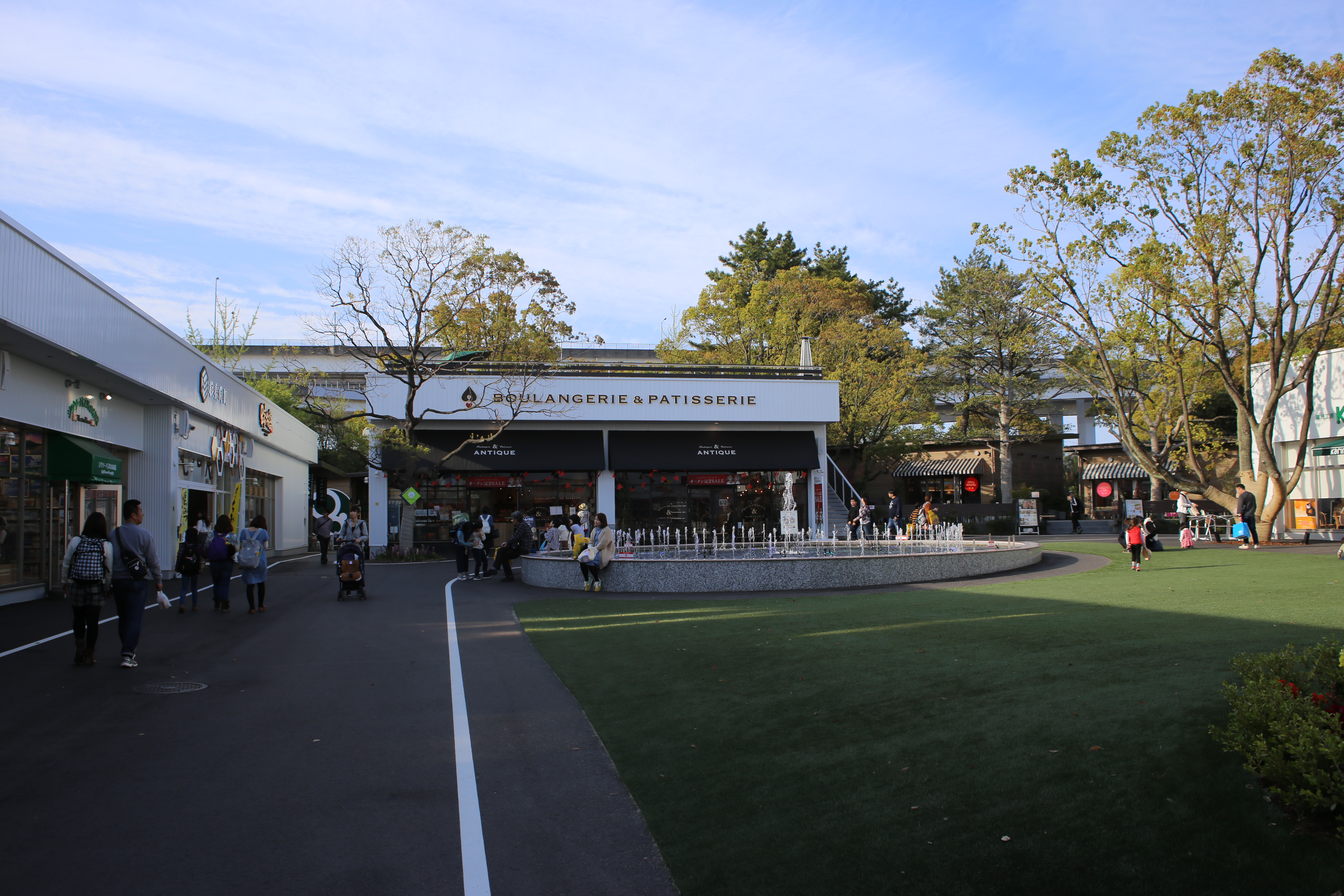
セントラルパーク（2017年4月）

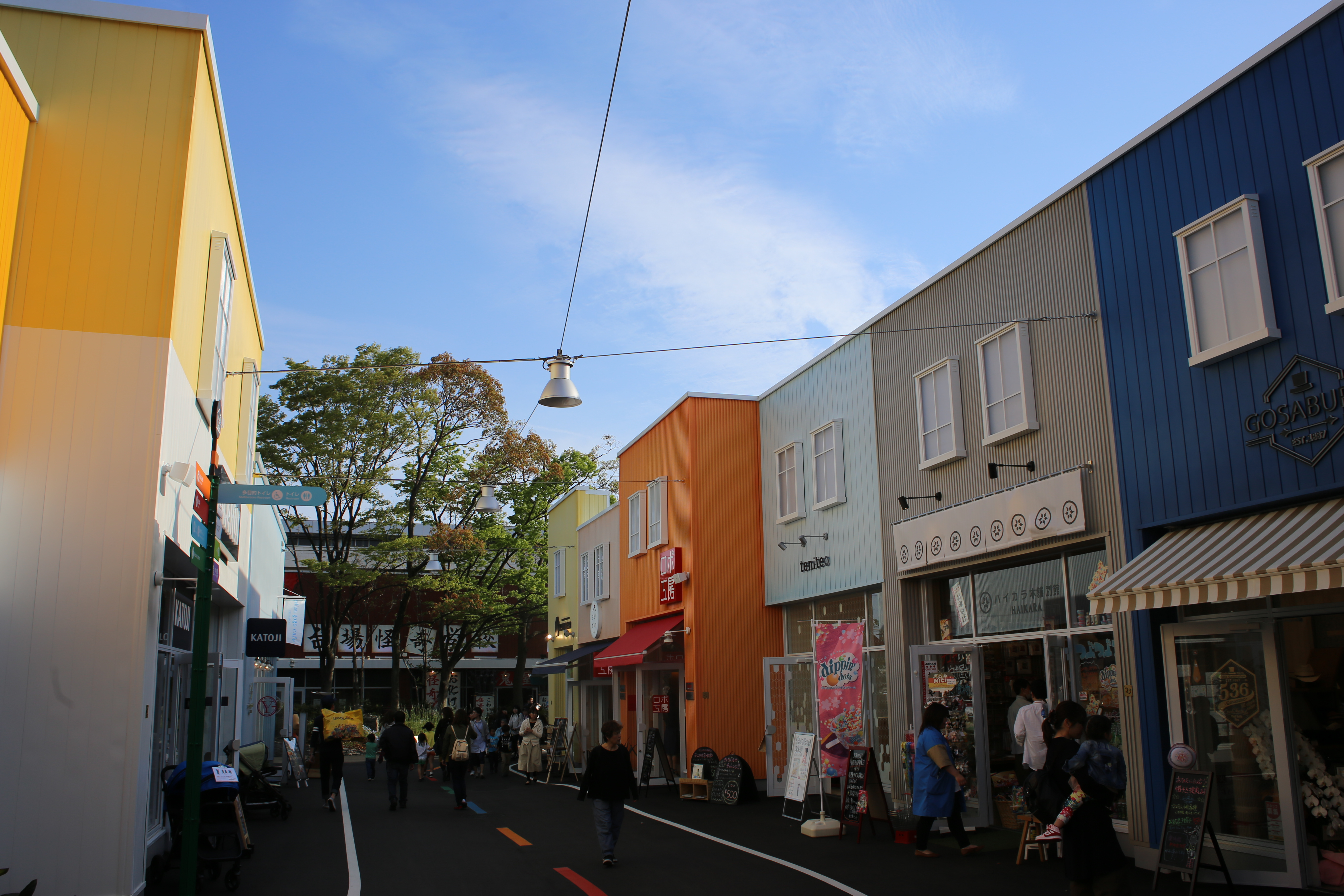
アップタウン（2017年4月）

### 所在地
- 〒455-0848 名古屋市港区金城ふ頭二丁目7-1

### アクセス

#### 鉄道
- 名古屋臨海高速鉄道あおなみ線 金城ふ頭駅から専用連絡通路が整備されている。名古屋駅から最速17分。

#### 水上バス
- 名古屋市営地下鉄名港線 名古屋港駅のある名古屋港ガーデン埠頭から水上バス「名古屋港トリトンライン」で約30分、のりばから徒歩7分ほど。

#### 自家用車
- 伊勢湾岸自動車道（名港トリトン）名港中央インターチェンジを利用し、名古屋市営金城ふ頭駐車場に駐車が可能。

## 業績不振
本施設開業2か月にして早くも店舗の閉店が始まった。売上高は想定の10分の1となった。退店する店舗は、レゴランドが集客できずに手の打ちようがなく、契約途中で撤退し始めた。名古屋市が観光拠点化したいという思惑、出店業者の想定に反して、業績不振が報じられている。2018年5月10日には開業から1年余りでテナント12店が撤退したこと、52区画のうち10区画が空いていることなどが、矢作建設工業の決算会見で明らかになった。
レゴランド・ジャパンとの連携についても、年間パスポート以外は再入場ができない、夜間営業が無い、周辺に居住者が存在しない等の問題がある。
しかし、集客に苦労している本施設が位置する金城ふ頭エリアは、名古屋市国際展示場（ポートメッセなごや）新展示館、コンベンション施設、金城ふ頭駅の東部へ旅客船ターミナルの新設が計画されるなど、名古屋を代表するウォーターフロントへと成長できるか真価が問われている。